# Wilhelm Kergel
Wilhelm Kergel (ur. 30 listopada 1822 w Grochwitz, zm. 3 grudnia 1891 w Grazu) – filolog klasyczny, profesor i w latach 1866–1867 rektor Uniwersytetu Lwowskiego.
W latach 1841–1846 studiował filologię klasyczną na Königliche Universität Breslau. W 1849 bez habilitacji został powołany na stanowisko profesora filologii klasycznej na uniwersytecie w Ołomuńcu. 9 października 1851 przeniósł się jako profesor zwyczajny na Uniwersytet Lwowski. W latach 1862–1863 został wybrany dziekanem Wydziału Filozoficznego. 26 lipca 1871 Kergel z rodziną opuścił Lwów, przenosząc się na uniwersytet w Grazu, gdzie pozostał do końca życia. W latach 1873–1874 i 1881–1882 pełnił funkcję dziekana Wydziału Filozoficznego. Na Seminarium Filologicznym prowadził ćwiczenia stylistyczne w języku greckim i łacińskim, a także wykłady i seminaria dotyczące głównie prozy i poezji Cycerona i Tacyta.